# شاهدانه رودرالیس
شاه‌دانه رودرالیس (به انگلیسی: Cannabis ruderalis) یکی از زیرگونه‌ها یا جوره‌های دارای مقادیر کم تی‌اچ‌سی در سرده شاه‌دانه است. شاه‌دانه رودرالیس گیاه بومی روسیه، اروپای مرکزی و شرقی است. به دلیل ویژگی‌های منحصربه‌فرد و فنوتیپ‌هایی که این گونه را از شاه‌دانه ایندیکا و ساتیوا متمایز می‌کند، بسیاری از پژوهش‌گران آن را به عنوان یک گونه در سردهٔ شاه‌دانه پذیرفته‌اند. بااین‌حال، دربارهٔ اینکه آیا رودرالیس یک زیرگونه از گونهٔ شاهدانه ساتیوا است یا یک گونه جداگانه، بحث‌ها و اختلاف نظرهای بسیاری میان برخی پژوهشگران صورت گرفته‌است. تاثیرات مصرفی: به طور کلی در بدن انسان و در مغز، مقدار مشخصی عامل دوپامین تولید و ترشح می‌شود، حال با مصرف مواد مخدر و به طور مشخصه گل(ساتیوا، ایندیکا و رودرالیس) که مورد بحث ما می‌باشند، میزان این عامل افزایش یافته و ما شاهد افزایش متابولیسم در ساختارهای زنده می‌باشیم. افزایش ضربان، افزایش تنفس، تنگی مردمک چشم، افزایش حواس و منگی از اثرات کوتاه مدت مصرف سایکواکتیوها به هر شکل فراوری شده(گل، حشیش، تریاک، ال‌اس‌دی و…) می‌باشد. در چنین شرایط افزایش متابولیسم، کبد که وظیفه‌ی اصلی تنظیم انرژی را بر عهده دارد، با ارسال پیام های عصبی به منظور دریافت کالری بیشتر از خون، فرد احساس گرسنگی و ضعف می‌کند که در اصطلاح عام، کره کردن نام دارد. 

## واژه‌شناسی
شاه‌دانه رودرالیس نخستین بار توسط گیاه‌شناس روسی DE Janischewsky در سال ۱۹۲۴ شرح داده شد. اصطلاح رودرالیس از واژه لاتین rūdera گرفته شده‌است که صورت جمع واژه rūdus، به معنی قلوه سنگ، کلوخ یا جسم سخت برنزی است.